# Friedrich von Khaynach
Friedrich Freiherr von Khaynach (* 10. Dezember 1867 in Hamm, Provinz Westfalen; † November 1920 in Berlin) war ein deutscher Maler der Düsseldorfer Schule sowie Schriftsteller.

## Leben
Friedrich von Khaynach, Spross des Adelsgeschlechts Khaynach, wuchs nach dem frühen Tod seines Vaters bei dem evangelischen Theologen Gustav Stutzer in Goslar auf und besuchte das dortige Gymnasium. 1887 begann er ein Malereistudium an der Kunstakademie Düsseldorf. Dort war er Schüler der Elementarklasse von Heinrich Lauenstein. Auch studierte er an der Kunstakademie Berlin bei dem Historienmaler Anton von Werner. Er lebte von Herbst 1893 bis um 1906 in Rom, wo er Mitglied des Deutschen Künstlervereins war und zum Freundeskreis des Schriftstellers Otto Erich Hartleben zählte. Danach weilte er in München. Ab 1909 lebte er in Berlin und stellte in der Berliner Secession aus. Befreundet war er auch mit dem Komponisten Rudolf Pichler (1856–1925).
Khaynach gründete 1889 mit Ludwig Stein (* 1868) die kurzlebige Literaturzeitschrift Neuer Kosmos und trat mehrmals als Schriftsteller in Erscheinung, etwa durch die Streitschrift Anton von Werner und die Berliner Hofmalerei, in der er seinen früheren Lehrer, den Berliner Kulturbetrieb und den zeitgenössischen preußischen Staat scharf kritisierte, eine Satire in Reimform mit dem Titel Germania und ihre Kinder und die Schrift Studienblätter aus den Wanderfahrten eines Malers. 1920 veröffentlichte er seinen autobiografischen Roman Römische Mächte.
Im Hinblick auf seine Malerei sah sich der Künstler als „Romantiker“. Neben frühen symbolistischen Figuren-Bildern hinterließ er vor allem rätselhafte Darstellungen von Waldlandschaften, die weniger als topografische Ansichten gelten, als sie Stimmungen evozieren und zur geistigen Versenkung einladen. Drei dieser Waldbilder – Tannen, Waldstück und Burgruine am Waldsee – gelangten 1959 mit dem Nachlass des Künstlers in die Sammlung der Alten Nationalgalerie.
Nach Khaynach seien weder Talent, noch technisches Können für den Wert der Malerei entscheidend, sondern einzig die innere Geisteshaltung. In seiner 1908 veröffentlichten Abhandlung Bildende Kunst und Weltanschauung vertrat er die Auffassung, dass große Kunst notwendig nur aus einer religiösen Weltanschauung heraus entstehen könne. Daher sei das moderne Kunstschaffen, von wenigen Ausnahmen abgesehen, zum Scheitern verurteilt. Vor Khaynach, der sich neben dem Christentum auch mit dem Buddhismus beschäftigte, bestanden aus diesem Grund nur Maler wie Pierre Puvis de Chavannes, die Präraffaeliten und die Nazarener sowie Arnold Böcklin und Hans Thoma. Das, was ihre Malerei auszeichnete und wonach Khaynach selbst strebte, war das so „wichtige Gefühlselement“, etwa „Ruhe und Heiterkeit“.

## Schriften
- Hans Peter Feddersen der Ältere. In: Die Heimat. Monatsschrift des Vereins zur Pflege der Natur- und Landeskunde in Schleswig-Holstein, Hamburg und Lübeck und dem Fürstentum Lübeck. Bd. 21 (1911), Heft 9, September 1911, S. 201–208 (Digitalisat).
- Römische Mächte. Ein Roman. Dresden/Leipzig: E. Piersons Verlag, o. J. [1920].